# تريفور سيليا
تريفور سيليا (بالإنجليزية: Trevor Cilia)‏ (2 يناير 1983 في مالطا - ) هو مدرب كرة قدم ولاعب كرة قدم مالطي في مركز الوسط. شارك مع منتخب مالطا تحت 21 سنة لكرة القدم ومنتخب مالطا لكرة القدم. أما مع النوادي، فقد لعب مع سلايما واندريرز ونادي بيركيركارا ونادي فلوريانا.

## وصلات خارجية
- تريفور سيليا على موقع الاتحاد الأوربي (الإنجليزية)
- تريفور سيليا على موقع قاعدة بيانات كرة القدم.إي يو (الإنجليزية)
- تريفور سيليا على موقع ناشيونال فوتبول تيمز (الإنجليزية)
- تريفور سيليا على موقع Soccerway.com (الإنجليزية)
- تريفور سيليا على موقع عالم كرة القدم.نت (الإنجليزية)